# Jonathan Yudis
Jonathan Yudis (Filadelfia, 22 dicembre 1971) è un regista statunitense.
Ha fatto il suo debutto cinematografico nel 2005 con Pervert!, un omaggio ai film di Russ Meyer. Ha inoltre diretto i segmenti live-action dell'episodio Firedogs 2 di Ren and Stimpy Adult Party Cartoon . Sua moglie è la figlia del regista Ralph Bakshi.

## Biografia
Jonathan Yudis è nato e cresciuto a Filadelfia dove ha sviluppato i suoi interessi creativi nella recitazione, nella scrittura e nella regia. Si è laureato con lode nella lista di Dean della New York University - Tisch School of the Arts con un BFA in Film and Television Production.
I suoi film della NYU hanno partecipato a festival internazionali e ha vinto vari premi tra cui: "Perpetual Descent", selezionato per il Giorno della Memoria dell'Olocausto, "Eclipse" (Produttore), presentato al Telluride Film Festival e vincitore dello Student Academy Award - Gold Prize. Il suo film "Union" (Regista / Sceneggiatore / Produttore) è stato selezionato ufficialmente al Festival internazionale del cinema di Cracovia e ha vinto il premio come "Miglior regista" al New York First Run Film Festival.
I suoi crediti televisivi come sceneggiatore, produttore e regista includono spettacoli per: Discovery Channel, Travel Channel, Court TV e "Ralph's Playhouse" di Spike TV per Ren & Stimpy's Adult Party Cartoon e "The Spike 52 Special".
Il film di Jonathan come regista include l'oltraggiosa commedia cult "Pervert!" e il rotoscoping live action per "Pocahontas II: Journey To A New World" di Walt Disney.

## Film
- Pervert! - (2005)

## Televisione
- Aloha Santa - Commedia (2015)